# Bicêtre

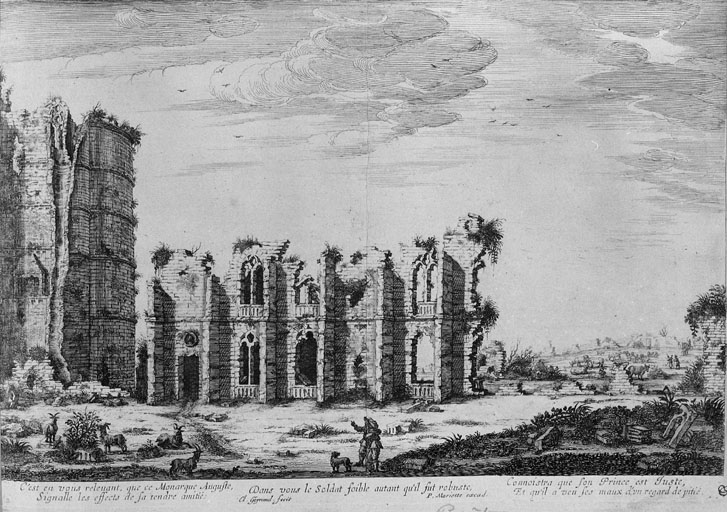
Slottet i Bicêtre.

Bicêtre var i äldre tid en by c:a 4,5 kilometer söder om centrala Paris i Frankrike. Numera är det en del av storstadsområdet (kommunen Le Kremlin-Bicêtre).
Ett här beläget slott inköptes 1286 av Johan, biskop av Winchester, efter vilket byn sedan uppkallades. Bicêtre kom 1400 i Johan av Berrys ägo, vilken lät restaurera och luxuöst inrätta den förfallna byggnaden. 1632 övertogs Bicêtre varav då endast ruiner kvarstod, och Richelieu lät här inrätta ett hem för invalider. Senare var Bicêtre hem för invalider, fattighus, barnhus, kurhus, sinnessjukhus och fängelse fram till 1836, då verksamheten omlades, och inrättades som ålderdomshem och sinnessjukhus. I början av 1900-talet inrymde anläggningarna plats för 4 000 personer inklusive personal.
Där finns också ett fort, som utgjorde ett led i den stora befästningsgördeln kring Paris. Den 3–5 september 1792 var Bicêtre skådeplats för en mängd blodscener, som stod i samband med "septembermorden".